# Капська колонія

Капська колонія на момент приєднання до Південно-Африканського союзу (1910)

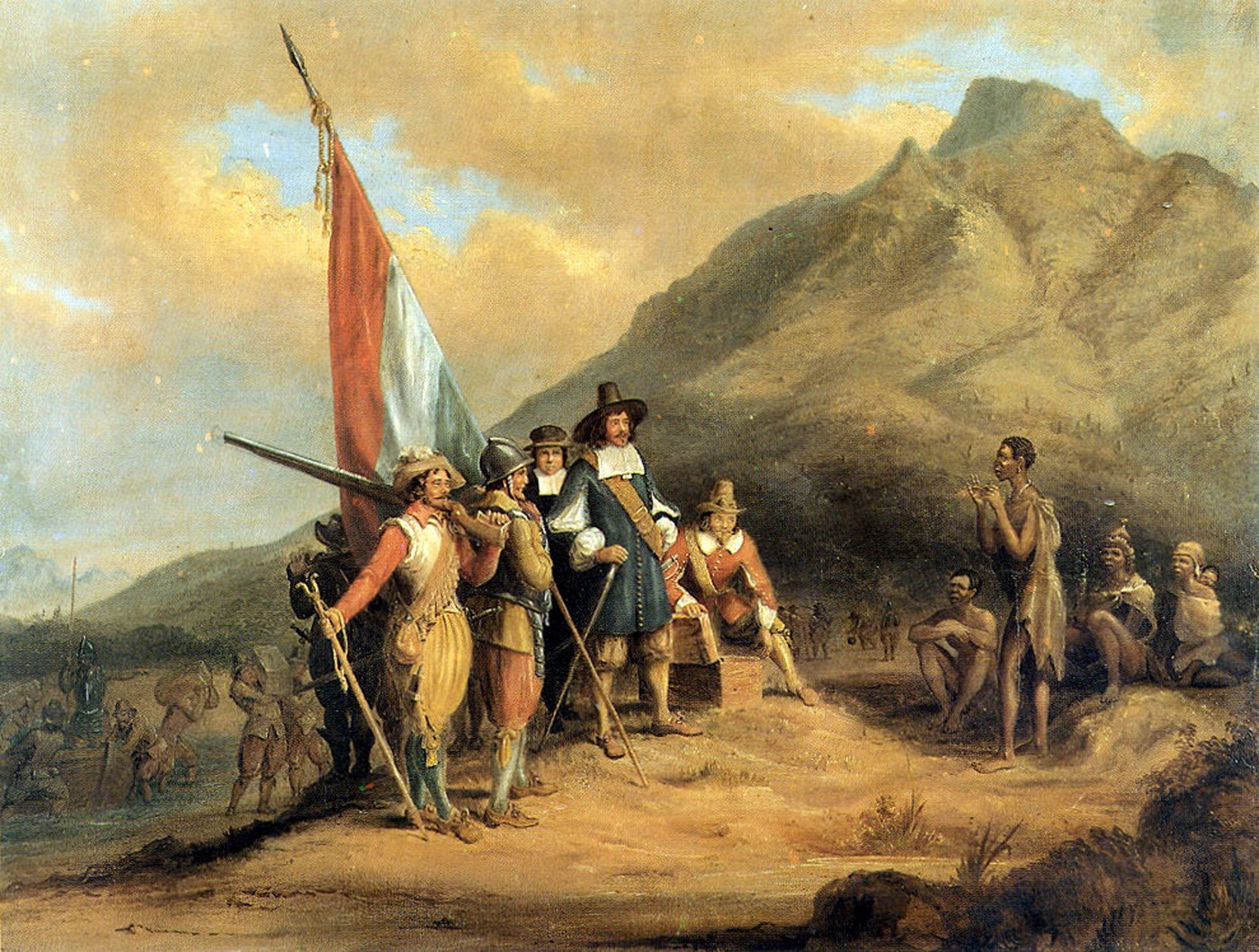
Ян ван Рібек на місці майбутнього Кейптауна (картина Чарльза Белла)

Капська колонія (англ. Cape Colony, нід. Kaapkolonie) — голландська, а потім (з 1806) — британська колонія на півдні Африки, яка згодом увійшла до складу Південно-Африканської Республіки як Капська провінція (в 1994 році поділена на Північну, Західну і Східну Капські провінції).

## Історія

### Голландська Ост-Індійська компанія
Капська колонія виникла в 1652, коли на березі Столової бухти за 50 км на північ від мису Доброї Надії було засноване місто Капстад (сучасний Кейптаун) — перше європейське поселення на півдні Африки. Саме від мису (англ. cape, нід. kaap) походить назва міста і всієї колонії. Засновником міста і першим командором Капської колонії був голландець Ян ван Рібек, який діяв від імені Голландської Ост-Індійської компанії (а не Нідерландської держави, як іноді помилково вважається). Капстад повинен був стати проміжною базою для постачання провізією і питною водою кораблів компанії, які прямували з Європи довкола мису Доброї Надії до Голландської Ост-Індії (Індонезії) і поверталися звідти назад. Позаяк сільськогосподарські підприємства Компанії виявилися неспроможними забезпечити необхідний обсяг продовольства, починаючи з 1657 року Компанія почала заохочувати оселення на довколишніх землях незалежних фермерів з Європи. Для забезпечення європейських землевласників робочою силою до колонії почали ввозити рабів, спочатку з Західної Африки, а потім в великій кількості з Мадагаскару, Цейлону і Індонезії. Коли обсяг худоби, яку вдавалося придбати у місцевих скотарів-готтентотів також виявився недостатнім, Компанія почала розвивати в колонії тваринництво і заохочувати до цієї діяльності європейських поселенців.
У середовищі перших голландських поселенців Капської колонії поступово сформувався окремий діалект нідерландської мови, відомий зараз як африкаанс; самі поселенці почали називати себе африканерами чи бурами (boer). У 1700 році ферми африканерів, де вирощували зерно, виноград та овочі, вже цяткували східні околиці Столової гори і простягалися на 50-70 км на схід до підніжжя невисокого гірського пасма. Місцеві готтентоти не чинили опору вторгненню європейців і або відкочовували далі на північ і схід, або наймалися до них як пастухи, провідники чи перекладачі. Внаслідок епідемії віспи в 1713 році тисячі готтентотів померли, а решта тікала до внутрішніх областей країни, так що вже в 1730 році аборигени були практично відсутні в радіусі близько 400 км від Капстада. Приблизно в той же час внаслідок змішання між європейськими поселенцями, азійськими рабами, та африканськими тубільцями в колонії почала складуватися етнічно різнорідна община так званих «капських кольорових».
Збільшення обсягу морських перевезень довкола мису Доброї Надії і пов'язане з цим підсилення попиту на продукти харчування стимулювало розбудову в колонії вівчарства і поширення пасовищного фермерства в північно-східному напрямку, за гірські пасма Роххефелдберге і Хантамсберге, а також на схід через плоскогір'я Великого і Малого Кару, поки в 1779 році європейські фермери не увійшли в контакт з бантумовним народом коса на берегах річки Грейт-Фіш (Хрут-Фіс).

### Британська влада
У 1795 році Нідерланди були окуповані революційною Францією, і на їх території була проголошена союзна Франції Батавська республіка. Велика Британія, яка воювала з Францією, в тому ж році окупувала Капську колонію. Голландська Ост-Індійська компанія відмовилася від всіх своїх прав на колонію на користь Батавської республіки в 1798 році, а в 1799 була розформована. В 1803 році, коли Велика Британія підписала мир з наполеонівською Францією і її союзниками, Капська колонія була повернена Батавській республіці згідно з умовами Ам'єнського договору. Британці знову окупували колонію в 1806 році, після відновлення війни з Наполеоном. Після розгрому Наполеона в 1814 році рішенням Віденського конгресу Капська колонія була остаточно передана Великій Британії в довічне володіння.
Приблизно в той же час спалахнула перша з тривалої серії Капських прикордонних війн (1779–1879) між бурами і племенами коса. В 1820 році британський уряд розселив близько 3500 англомовних поселенців на нічийних землях між бурами і коса у спробі створити між ними буферну зону. Ворожнечу з тубільцями цим заходом вгамувати не вдалося, але поява значної кількості лояльних уряду поселенців допомогла Британії зміцнити контроль над колонією, населеною бурами, які ще з часів Голландської Ост-Індійської компанії з підозрою та ворожнечею ставилися до будь-якої офіційної влади. В 1834 році Британія скасувала в колонії рабство, намагаючись дещо виправити нерівне положення білого і чорношкірого населення країни. Ця політика викликала велике незадоволення серед бурів, котрі підозрювали уряд у намірах англізувати колонію і асимілювати «першопоселенців». Результатом цієї незгоди став наприкінці 1830-х років «Великий трек» (афр. Groot Trek), під час якого близько 13000 бурів покинули колонію і вирушили на північний схід, до територій, не контрольованих колоніальним урядом, де згодом заснували незалежні республіки Трансвааль і Вільну державу Оранжевої річки.
У 1853 році британці подарували Капській колонії право обирати двопалатний парламент, хоча цей орган майже не мав повноважень впливати на дії генерал-губернатора, який призначався урядом у Лондоні. Згідно з колоніальним виборчим законом отримання особою права голосу визначалося майновим цензом і обсягом прибутків, і не брало до уваги колір шкіри. В 1872 році колонії було надано внутрішнє самоврядування і був сформований кабінет міністрів, відповідальний перед парламентом.
Капська колонія успішно відбивала всі напади племен коса і поступово анексувала їхні території. Внаслідок цього процесу в 1894 році східний кордон колонії просунувся аж до річки Мтамвуна, яка становила південно-східний кордон колонії Наталь. Державні утворення тубільних племен на схід від річки Грейт-Кей були проголошені племінними резерватами під контролем британської колоніальної адміністрації.
Поступове просування бурських фермерів на північ через внутрішні плато Верхнього Кару призвело в 1867 році до відкриття родовищ алмазів у Західному Грікваленді (зараз — центральна частина Північної Капської провінції). Алмазний бум створив потужний потік британських іммігрантів, приток іноземного капіталу, і будівництво залізниць від Кейптауна та інших прибережних міст до внутрішніх областей країни; в 1873–1884 невелика залізниця Кейптаун–Веллінгтон (близько 80 км) була продовжена більше ніж на 1000 км вглиб країни і досягла Кімберлі. Відкриття алмазів спонукало Британію анексувати Західний Грікваленд (незважаючи на претензії на цю територію Вільної Оранжевої держави) і приєднати його до Капської колонії. Сесіл Родс, будучи прем'єр-міністром Капської колонії в 1890–1896 роках, намагався розвивати співробітництво з бурами і плекав наміри об'єднання в федерацію чотирьох європейських державних утворень на території Південної Африки — британських Капської колонії і Наталя з незалежними державами бурів. Ці плани не знайшли порозуміння серед політиків Трансвааля і Вільної держави Оранжевої річки, які зберігали вороже ставлення до Британії. В ході Англо-бурської війни (1899–1902) обидві бурські держави втратили незалежність і перейшли під контроль Великої Британії; в 1910 році чотири південноафриканські території утворили федеративний Південно-Африканський союз, який здобув статус британського домініону (незалежної держави під верховною владою британського монарха).

### Незалежна Південна Африка
У складі федерації аграрна Капська колонія швидко потрапила в тінь індустріального Трансваалю, який зазнавав бурхливого економічного розвитку і скоро також випередив її за кількістю населення. Порівняно ліберальне виборче законодавство Капської колонії не було запозичене іншими суб'єктами федерації, які продовжували відмовляти громадянам неєвропейського і змішаного походження в праві голосу; навпаки, в самій Капській колонії в 1936 році права голосувати були позбавлені чорношкірі, а в 1956 — «кольорові» (особи азійського та мішаного походження). В 1961 році Південно-Африканський союз був перетворений на унітарну Південно-Африканську Республіку (ПАР), і Капська колонія стала називатися Капською провінцією.
Резервати чорношкірих (бантустани чи хоумленди) Транскей і Сіскей на території провінції були проголошені південноафриканським урядом «незалежними» відповідно в 1976 і 1981 роках, однак жодна зарубіжна країна їхньої незалежності не визнала. Ці адміністративні утворення були розформовані в 1994 році, після скасування в країні політики апартеїду, і знову включені до складу країни і провінції. В той же час Капська провінція була розділена на Західну, Східну, і Північну Капські провінції, невелика її частина увійшла до складу новоствореної Північно-Західної провінції.